# Gefecht an Hatchies Bridge
Iuka – Corinth II – Hatchies Bridge
Das Gefecht an Hatchies Bridge, auch Davis' Bridge oder Matamora genannt, fand am 5. Oktober 1862 in Hardeman County und McNairy County, Tennessee statt und beendete den Iuka-Corinth-Feldzug im Amerikanischen Bürgerkrieg. Nach ihrer Niederlage in der zweiten Schlacht um Corinth konnte die konföderierte West-Tennessee-Armee unter Generalmajor Earl Van Dorn erfolgreich der Gefangennahme durch die Truppen der Union ausweichen.

## Verlauf
Van Dorns West-Tennessee-Armee wich nach der Niederlage bei Corinth, Mississippi am 4. Oktober 1862 nach Westen aus. Am nächsten Morgen beauftragte Generalmajor William S. Rosecrans Unionstruppen, Van Dorn zu verfolgen. Generalmajor Edward O.C. Ord, der die 4. Division Ulysses S. Grants West-Tennessee-Armee kommandierte, rückte auf Corinth vor, um Rosecrans zu unterstützen. In der Nacht vom 4. auf den 5. Oktober kampierte er nahe Pocahontas. Zwischen 7:30 Uhr und 8:00 Uhr des nächsten Morgens trafen seine Truppen auf die 4. Division des Verteidigungskreises Jackson, Tennessee, mit der Generalmajor Stephen A. Hurlbut bereits Fühlung mit den Konföderierten hielt. Ord übernahm das Kommando der vereinigten Unionstruppen und trieb Van Dorns Nachhut, die aus Generalmajor Sterling Price’ West-Armee bestand, über fünf Meilen zurück zum Hatchie und über Davis' Bridge. Dabei wurde Ord am Knöchel verwundet und Hurlbut übernahm das Kommando. Während Price' Truppen mit Ords Truppen kämpften, suchten und fanden Van Dorns Aufklärer einen anderen Übergang über den Hatchie. Van Dorn führte die Armee zurück nach Holly Springs, Mississippi. Daraufhin befahl Grant Rosecrans, sie rücksichtslos zu verfolgen. Ord hatte Price zum Ausweichen gezwungen, jedoch entkamen die Konföderierten der Gefangennahme oder der Vernichtung. Obwohl Rosecrans' Armee sie verfolgte, gelang es ihr nicht, Van Dorns Truppen gefangen zu nehmen oder sie zu eliminieren.

## Schlachtordnung
Union
District of Jackson – Generalmajor Edward O. C. Ord
- 4. Division – Generalmajor Stephen A. Hurlbut
  - 1. Brigade – Brigadegeneral James C. Veatch
  - 2. Brigade – Brigadegeneral Jacob G. Lauman
  - Provisorische Brigade – Oberst Robert K. Scott

Konföderierte
Prices Korps (Generalmajor Sterling Price), Army of the West (Generalmajor Earl Van Dorn)
- Maurys Division – Brigadegeneral Dabney H. Maury
  - Moores Brigade, Brigadegeneral John Creed Moore
  - Cabells Brigade, Brigadegeneral William Lewis Cabell
  - Phifers Brigade, Oberst Lawrence Sullivan Ross
- Ein Kavallerieregiment
- Eine Batterie Artillerie